# Juventa
|  | Aquest article tracta sobre una deessa de la mitologia romana . Vegeu-ne altres significats a «Juventus Football Club». |

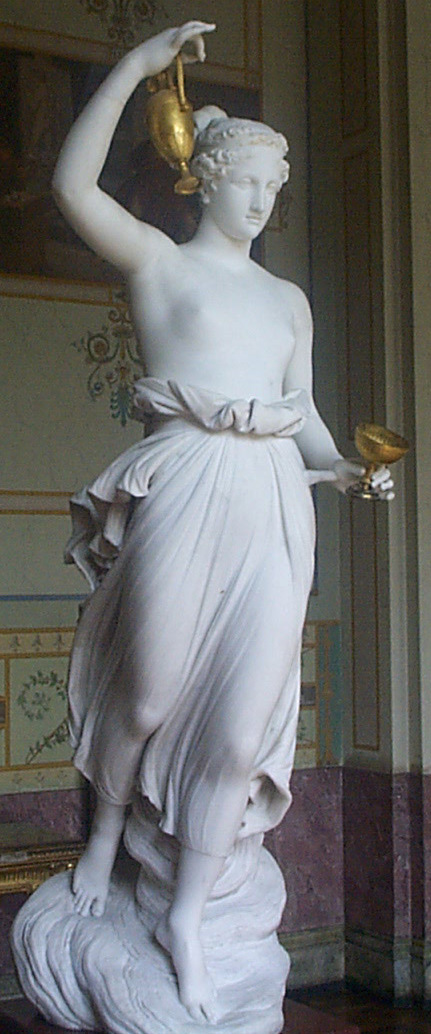
Escultura d'Antonio Canova representant a Juventas. A partir de la identificació amb Hebe els artistes van preferir inspirar-se en una figura femenina.

Juventas o Juventus, fou una divinitat, de gènere ambigu, de la mitologia romana de caràcter al·legòric que personificava la joventut i era venerada al Latium. Era considerada la protectora dels adolescents en el moment en què vestien la toga viril per primera vegada i deixaven de ser considerats nens per ser homes. Quan un jove es posava per primer cop la toga viril, depositava una moneda com a ofrena a la deessa.
Tenia un edicle a l'interior de la cel·la de Minerva, al temple de la tríada capitolina. Anteriorment a la construcció d'aquest temple, ja era venerada al turó Capitoli, fet que prova la seva pertinença a la religió romana més primitiva. Més tard, Juventus fou assimilada a Hebe cobrant més entitat, si bé és cert que mai no va perdre les seves característiques pròpiament romanes. Durant l'Imperi Romà, el culte a Juventus va servir per formar associacions de joves destinades a la formació premilitar, que eren la base de la política imperial.

## Origen del culte
Al començament Juventas era una mena de genius que, juntament amb altres déus habitava el turó capitoli (que en aquells temps es deia Mons Saturnius) de la ciutat de Roma. Quan el rei Tarquini el Superb va decidir construir un temple dedicat als déus més importants, en aquest turó perquè era el més alt i, per tant, el lloc més adient, es va fer primer una cerimònia convidant als éssers espirituals que l'habitaven a marxar a un altre lloc (exauguratio). Durant les obres però, els treballadors van notar la presència d'éssers divins i van saber, a través dels àugurs, que eren els déus Juventas i Terminus que no volien abandonar el turó. En conseqüència van decidir fer-los un lloc dins el nou temple.
Dionís d'Halicarnàs diu que el rei Servi Tul·li havia establert la construcció d'un temple exclusivament dedicat a Juventas, per al qual cada família de Roma va haver de contribuir. En els temps antics aquestes són les dues úniques vegades que Juventas és esmentat, ni tan sols va tenir un culte propi en el calendari festiu romà.

## Evolució del culte
L'any 218 aC, a causa de la intranquil·litat del poble romà amb relació a la Segona Guerra Púnica, es van consultar els llibres Sibil·lins i es va concloure que Juventas estaria inclòs en els déus als quals s'oferirien sacrificis i un lectisternium.
Com altres deïtats, el culte dels quals havia estat promulgat pels llibres sibil·lins, Juventas va ser venerat seguint l'estil de ritu grec, és a dir amb el cap del sacerdot destapat o guarnit amb una corona de llorer; un ritu que, malgrat dir-se "grec" els romans el consideraven com a propi i estava inclòs dins del mos maiorum, la tradició romana amb valor de llei. Un acte que va acompanyar el lectisternium de l'any 218 aC, va ser una pregària en nom del poble romà (supplicatio) al temple d'Hèrcules. Segons la mitologia grega, aquest heroi divinitzat, tenia a Hebe com a esposa i el nom d'aquesta deessa derivava de la paraula grega que significa «jovenesa», motiu pel qual es van acabar identificant Hebe i Juventas. El culte a Hèrcules i Hebe per part dels romans durant el segon conflicte amb Cartago tenia la funció de donar vigor als guerrers que ja no eren joves. Juventas era considerat una força divina que proporcionava vitalitat i força en un moment crític, per això el culte d'aquests déus es va unir.
També va ser la primera ocasió que es va retre culte al genius de tot el col·lectiu de ciutadans, el Genius Publicus.
Després del desastrós resultat de la batalla del llac Trasimè, l'abril del 217 aC, Juventas, Hèrcules i el Genius Publicus foren exclosos dels honors en rituals religiosos. Això que no vol dir que desapareguessin totalment els seus fidels, de fet, anys després Marc Livi Salinator va prometre la construcció d'un temple si guanyava la batalla del Metaure en la qual es va enfrontar a Àsdrubal Barca l'any 207 aC.Aquest temple es va construir a prop del Circ Màxim i les obres foren acabades el 191 aC per Gai Licini Lucul·le. Després d'incendiar-se l'any 16 aC, Juventas només va tenir l'edicle dins del temple de Júpiter al Capitoli, fins que per voluntat de l'emperador August, va ser reconstruït i tornat a inaugurar el 189 aC.
Com a representant de la força juvenil, però especialment de la dels nois, era invocada en la cerimònia privada de la Liberàlia. Diverses inscripcions trobades per tot el Latium són testimoni de la formació d'associacions juvenils (collegium) on els adolescents exercitaven les seves capacitats físiques, sota la protecció de Juventus, com a preparació prèvia a l'ingrés en l'exèrcit.

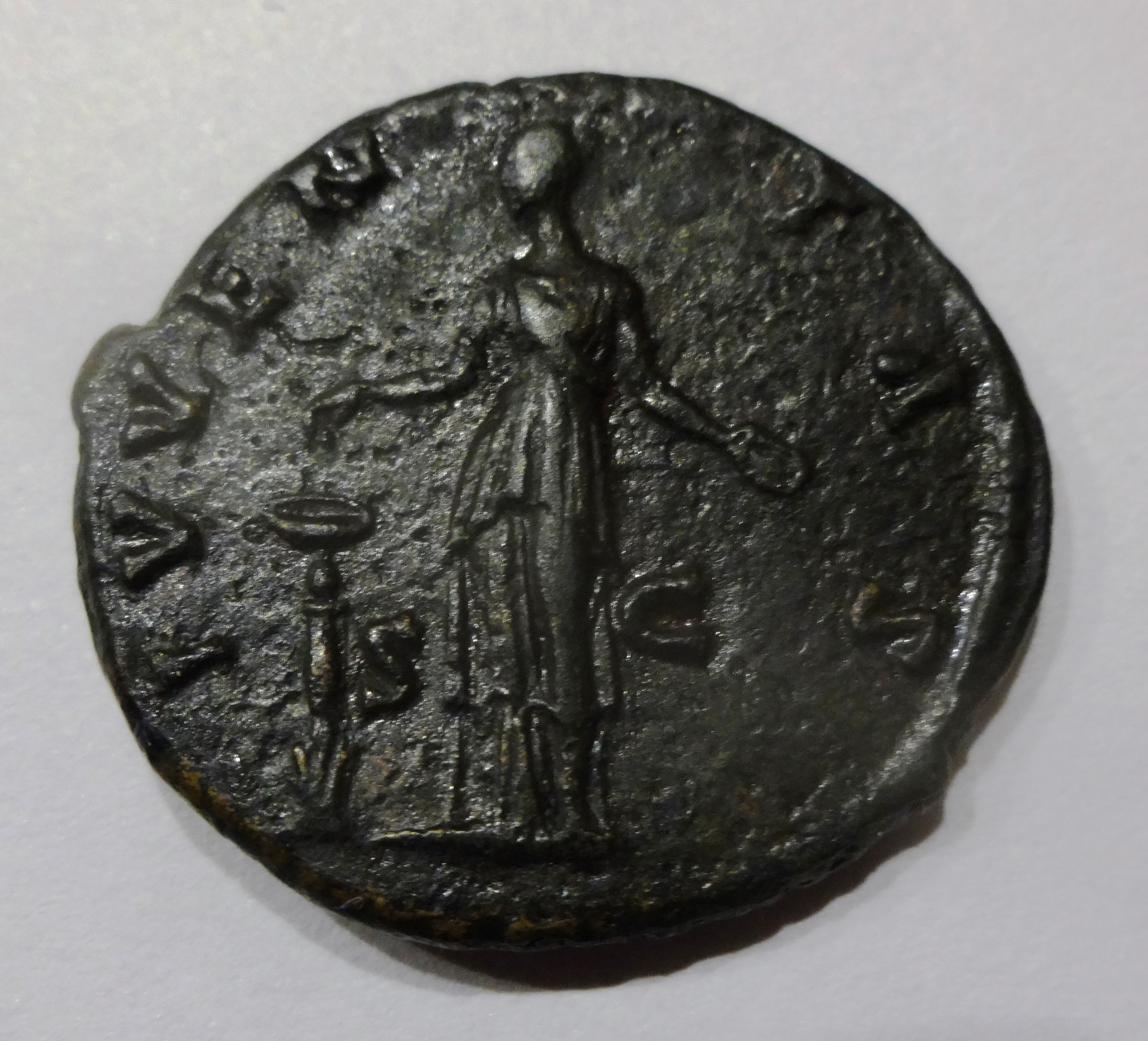
Iuventas representada en una moneda del temps de Marc Aureli

Juventas participava indirectament en la festivitat del supplicia canum, durant la qual es feia una processó que havia de passar, entre altres llocs, per davant del temple de Juventas.

## En monedes
En les monedes de l'època imperial, Juventas i Spes (el déu de l'Esperança) estan representats juntament amb la imatge de l'emperador governant. En un aniversari del regnat d'August, aquest emperador va ordenar fer una pregària (supplicatio) d'agraiment a Juventas i a Spes .Antoní Pius també va fer servir la imatge de Juventas en les seves monedes, però en lloc d'anar acompanyada de la de Spes, va preferir imatges que representessin virtuts.En un denari de l'any 140 dC, Juventas està present en la festa de la primera posada de la toga viril per part de Marc Aureli.